# Metulj (roman)
Metulj (1981) je roman Marjana Rožanca.

## Vsebina
Roman pričuje o prvem desetletju po drugi svetovni vojni v Ljubljani. Tomaž Pesek pride leta 1957 iz zapora, kjer je bil zaradi politične sovražne propagande. Zaljubljen je bil v Štefanijo, ki pa je že nosila otroka Hermana Volka. S pomočjo starega prijatelja Lukeža se zaposli v uredništvu mestnega dnevnika. Sodišče od njega terja vrnitev dolga Kazensko popravnemu domu v Sremski Mitrovici. Preživlja se s honorarji, s pisanjem literature pa se tudi umika pred pritiski. 
Za razliko od Lukeža, ki je rad menjaval ženske, Tomažev prijatelj Berto z ženskami ni imel sreče. Evelina je bila najprej v razmerju z Lukežem, nato pa je začela s Tomažem zahajati na košarkarske tekme in v kavarne, tudi v nočni bar hotela Slon. Tomaž se je zagledal v Evelinino prijateljico Tino, ki je že v zvezi z Matevžem, vendar se ta do nje grdo obnaša. Ker pa je tudi Tina nesramna do Tomaža, se Tomaž od nje distancira. Nekega dne se spet srečata v kavarni in se odpravita na sprehod do Moderne galerije, do železniške proge in med meščanske hiše pred Tivolijem, kjer Tina stanuje. V njeni sobici mu postane mučno in odide. Šele čez čas se spet srečata po obisku gledališča in tokrat zares postaneta par. 

## Kritike
Rožancev roman Metulj je lep primer vzpostavljanja erotičnega vzdušja in hkrati prikazovanja temne strani socialistične oblasti. To nam učinkovito kažejo prigode ter dejanja poglavitne literarne osebe, Tomaža Peska, literarnega umetnika, ki mimo moralnih pravil in svobodno sledi svojim željam ter ciljem. Pripisali bi mu lahko lastnosti, kot sta hrepenenje po nedostopnem in občasna melanholija, tudi naveličanost. Na idejni ravni je skupek teh lastnosti povezan z uporništvom. (Režonja 2020)
V zadnjih nekaj letih je pisatelj Marjan Rožanc izdal nekaj proznih knjig, med njimi je največ pozornosti in priznanj dobila avtobiografska Ljubezen, spričo svoje otroške perspektive dojemanja velikih navzkrižij in iracionalne krutosti vojnega časa, neposrednosti in odkritosti. Metulj*  bi na neki način smeli razumeti kot pozno nadaljevanje življenjske reportaže, kot vstop v novo obdobje povojnega funkcioniranja svobode v njenih pojavnih različicah, odsekih in temah. Rožanc je tu izpostavil drugo in drugačno obliko osebnostnega zorenja;   v Ljubezni je bil to še otroški svet v prvih dojemanjih in skustvih odraslosti, vendar še brez spremne refleksije, v Metulju je avtobiografski časovni premik sicer občuten, ni pa take praznine v stopnji razvoja osrednjega lika, da bi jo sprejemali kot pomanjkljivost. Naj imamo tedaj Metulj za drugi del Ljubezni? 
Tu so pozna petdeseta in zgodnja šestdeseta leta v Ljubljani, tu pomen in veličina, zanos pisateljskega ustvarjanja, gradnja nove kulture; tu nostalgija o avtonomnosti in poslanstvu pisateljevanja    —   življenja od peresa;   tu spori z ozkimi družbenimi normami;  tu spopadi do sodnih procesov; tu bohemščina v odkrivanju prvih močnih dimenzij mesta, rušenju konvencij v družabnih odnosih, zlasti med moškim in žensko;  tu iluzije o odkrivanju avtentičnosti sveta skozi literarni medij. V tem je Rožančeva knjiga zanimiva in za bralca privlačna, čeprav ne razkriva česa bistveno novega; najpomembnejši je, se zdi, scenarij nekaterih dogodkov, s konkretnimi osebnostmi, ta reportažni pričevanjski nivo, ki hoče biti tudi izsek zgodovine, njen prikriti dokument morda. V tem svetu prepoznavamo spopad družbenih norm, ne sicer v kakršnikoli gibljivi razsežnosti, kajti pripovedovalec ga ne aktualizira in problematizira, marveč živi.

Rožančeva izpoved v prvi osebi, je dragoceno sporočilo o neki generaciji. Po tem zarisu je morda sorodna Zupančičevi Sedmini, kasneje Rupel-Dolenčevemu Petemu nadstropju trinadstropne hiše. Znala je upodobiti čas, ne da bi sicer globlje posegla v njegove ontološke in gnoseološke korenine;  ostala je na nivoju dobre literarne reportaže. Tudi ni hotela biti velika literatura, zlasti ne v smislu esteticizma. Sprejemamo jo kot dragoceno dopolnitev dosedanjih literarnih podob teh let  (Smiljan Rozman, Dominik Smole ...). Ker je nastala v časovni odmaknjenosti, se ni mogla izogniti pričevanjski distanci, linearnosti;   nikjer ni tiste vznemirjenosti, ki bi ob izpostavljenih mestih vzdramila pisateljev pristop;  ves zapis teče v istem ritmu, kot ga omogoča spominjanje;  zapozneli odziv na nekaj, kar ni moglo biti, že po temi, zgolj pasivna observacija. S tem pa je delo izgubilo tisto elementarno moč, ki jo morda pogojuje neposredna refleksija doživetega. A nedvomno, distanca je že odmiranje, umiritev, selekcija, rahla arhaičnost in konvencionalnost. (M. Z. 1981)
Metulj je vsekakor vredno branje. Predvsem zaradi svojega pričevanjskega zanosa, ki je brez sentimentalne nostalgije, a tudi brez vzvišene ironije; zlasti pa zaradi svojskega, nedvomno dobro uravnoteženega in spretno vodenega glavnega junaka. (Inkret 1981)
Pa da se ta junak kot metulj spušča v ljubezni od rože do rože in išče svoj smisel, tudi ni mogoče prezreti. Toda prikaz osrednje teme, o vlogi literature, z mislijo na nekdanji čas, pa morda rahlo nostalgijo za lepimi, čeprav hkrati bolj ostrimi razmerami kot so današnje, je osrednja tematika tega teksta. Pri tem ni odveč omeniti, da je Rožančeva pripoved lahkotno igriva, zanimiva, da se ne obotavlja zapisati kritične misli na račun nekaterih takratnih razmer in ukrepov oblasti, in da vse to bežno prikazovanje drobnih dogodkov daje bralcu impresivno podobo, stvarno in kritično glede na čas in razmere minulih dni in nekaterih problemov literarnega ustvarjanja v njih. (Rupel 1981)
Pripoved Marjana Rožanca, naslovljena slikovito dvoumno Metulj, je zanimiva z dveh vidikov. Prvi je tematski v ožjem pomenu te besede. Pisatelj obuja spomin na pozna petdeseta in prva šestdeseta leta. obnavlja duha tedanje Ljubljane, njenih pesnikov in bohemov, žurnalistov in lahkotnih fičfiričev, a tudi zamišljenih iskalcev nekakšnih polnih človeških in medčloveških možnosti, velikih ljubezni in nesrečnih samomorilcev. Metulj pripoveduje o tedanji kulturi, a tudi o radoživem, do kraja sproščenem uživanju. Odpirajo se vrata v stare kavarne, ki jih zdaj ni več, v vroče razgovore in napete prepire, v spalnice osamljenih žensk ... (Tržiški tekstilec 1981)
Pripoved je oblikovana v prvi osebi in — kot je tipično za Rožančevo pisanje — vsebuje izreden in v slovenski prozi redek občutek za drobne zgodbe, za detajl v opisu človeka in dogodka. Pomembno raven pripovednih motivov predstavlja junakov ambivalentni odnos do žensk, ki vsebuje tudi velik delež v njegovem razmišljanju o čustvovanju kot osrednjem in zelo zapletenem intimnem dogajanju. (Glušič 2002)
Rožančev Metulj je potemtakem besedilo, ki se opira na življenjsko filozofijo glavnega junaka (v marsičem biografijo samega avtorja). Tomaž Pesek je značilni Rožančev junak, nekdanji izvrženec, ki znova osvaja svet kakor Malrauxovi junaki. Popis njegovega zmagovitega pohoda v življenje je tudi poglavitna pisateljeva naloga. Pri tem se Rožanc ogiblje ideologije in stilizmov stare realistične proze in pogosto prozaizira razčustvovanost preprostega humanizma ter lažno resničnost stare klasike razbija z naturalistično rabo dejstev. Slej ko prej pa bralca priteguje predvsem junakov položaj v precepu med telesno potrebo in duhovno avanturo, manj pa je deležen užitka ob jezikovnem mojstrstvu, katerega Rožanc — v skladu z motivacijo svoje novorealistične proze — skoraj nikdar ne doseže. (Bajt 1981)
Ko vas  poslušam, s kakšnim navdušenjem govorite o Fjodorju Mihajloviču, se čudim, da pišete tako literaturo, kot jo pišete. Ljubezen, Vstajenje mesa, Hudodelci, Metulj ... Kje je  tu eksistencialna odprtost? 
Silite me v primerjavo z Dostojevskim. To je vendar nevzdržno. Vendar to, da pišem v prvi osebi, praviloma ne izključuje odprtosti. Moji junaki niso subjekti, temveč le odsevi svojih bližnjih. Sprejemajo jih vase in nosijo skozi življenje kot sestavni del samega sebe, ne da bi se pred komer koli zaprli ali s komerkoli do kraja poistovetili. Tako so pluralizem oseb v eni osebi. Tak je vsaj glavni junak v Ljubezni. Živi med partizani in domobranci in je sredi njihovega konflikta ljubezensko navezan na ene in  druge, ne da bi koga tematiziral ali preklel. In njegova nesreča nastopi v trenutku, ko se odloči za partizane. Zgubil je drugo polovico sebe samega, obenem pa tudi sebe kot svobodno bitje. Opredelil se je. (Košir 1963)
To so tri zelo različne knjige, ki pa so, vsaka zase, pomenile zame poseben problem,« je pojasnil Marjan Rožanc. »Če naj najprej govorim o Metulju, ki je tekst o družbenih, kulturnih in političnih dogajanjih v šestdesetih letih, bi kot značilnost omenil istočasno prisotnost in odsotnost  glavnega  junaka v teh dogodkih. Pomembnost dogajanja samega je tako v Metulju bistveno zmanjšana,  saj ni v ospredju družbenopolitična opredelitev glavnega junaka, ampak  sla po življenju, temeljna človeška radovednost, ki junaka žene iz dogodka v dogodek od tod tudi naslov knjige Metulj − ne da bi imeli dogodki sami pri tem kak poseben pomen.« (Juvan 1982)
Pisatelja, ki sicer ni napisal avtobiografije, a lahko kljub temu govorimo o njegovem avtobiografskem opusu, kajti junaki njegove Pravljice, Ljubezni, Hudodelcev , Metulja in Sentimentalnih  časov so - četudi pod drugimi imeni - v bistvu avtor sam v različnih obdobjih svojega življenja. (Kamin 1993)
Marjan Rožanc, kakor kaže, dohiteva zamujeno: v zadnjih treh letih je izdal najmanj pet knjig. Prebral sem od njih le prvo (Ljubezen) in zadnjo, ki je naslovljena Metulj. Zlasti žal mi  je, da mi ni prišla v roke knjiga Hudodelci, nekako vmesno delo med Ljubeznijo in Metuljem.  Ostati torej mi je pri Metulju. Roman Ljubezen sem predlanskim pozdravil prav z navdušenjem.  Metulj pa me navdaja z mešanimi občutki. Seveda je privlačno branje, že tematsko: upodablja bohemsko Ljubljano izpred  dvajsetih let, z odločujočim poudarkom na tokrat že nedvomno avtobiografični  osnovi, in tudi stilno ni Metulj kaj daleč od Ljubezni; vsaj na prvi pogled  ne. Natančnejši ogled pa nas prepriča, da je nova Rožančeva knjiga v primerjavi z Ljubeznijo bistveno prikrajšana  za svojevrsten lirično spominski  fluid. Namesto njega je prišla do besede bolj hlastna govorica, nekoliko  obremenjena s funkcionalnostjo poldokumentarne narave,katera že sama po sebi sili k bolj površinskemu obravnavanju življenjske  resnice. Kar  naj  ne bo razumljivo  kot  vrednotenje. Saj tudi ves nastop glavnega junaka in pripovedovalca »zgodbe« izzveneva bolj površinsko, enostransko, »pokrivljeno«, ne vseskozi  pravično do sveta naokrog. Tudi temu se ni kaj čuditi: ta Tomaž se je vrnil iz ječe  in  si  želi  dvojega, hitre literarne uveljavitve in ljubezni, ker obojega mu dolgih  pet let niso  privoščili. Z ljubeznijo gre  vsekakor  bolj  preprosto. Kamor koli pride, povsod takoj prepozna, da mu »je spet namenjena običajna moška vloga«, povsod največje lepotice puščajo svoje  frajerje in se mečejo k njegovim  nogam, če že ne kar omedlevajo. Tomaž pa beži iz naročja, prevročega, v drugo, ki je za  spremembo spet prehladno, prenasičen, utrujen, pa išče (tudi  uspešno) zatočišče v pisanju, dokler ne doživi, taprave ljubezni s  Tino, falirano študentko in trenutno kar znajdljivo kozmetičarko: da je ne bi pustil v postelji same, se odreče celo premieri svoje prve gledališke igre (za katere nastanek bi se moral zahvaliti policiji, ker mu je ukazala, da teden dni, ko bo trajal partijski  kongres, ne  sme zapustiti  stanovanja). Takšna naj bi bila ta ljubezen: tipična happyendovska (verjeti, ne verjeti, vseeno). Rožančev Metulj, prej nekaka kronika kot roman, se bere lahkotno, brez dolgočasja, celo tam, kjer je v resnici dolgočasen (pač kakor za koga), zlasti na potepih iz kavarne v kavarno. »Oštarizacija« sodobne slovenske literature je vsekakor, kot imamo tu  »ad  oculos«, vendarle starejšega datuma kot njena »arestizacija«. In še priljubljeni izrazi te knjige: zajeban, na vsake toliko, mehanično. (Benhart 1982)